# مجله آسیا
مجله آسیا (به فرانسوی: Journal Asiatique)‏ یک مجله فرانسوی است که از سال ۱۸۲۲ منتشر می‌شود.

## سال تاسیس
سال تأسیس و انتشار این مجله ۱۸۲۲م و به زبان فرانسوی بود.

## دو قرن سابقه
با ورود به سال ۲۰۲۲ سابقه انتشار این مجله به دو قرن بالغ می‌گردد.

## نویسندگان سرشناس
بسیاری از خاورشناسان فرانسوی با این مجله همکاری داشته و در ان مقاله داشته و دارند. مانند
- کارا دو وو
- ماری-فلیسیته بروسه
- آدلف نیوبور
- رالف اشتاین
- کارا دی فو
- رنه گروسه
- هنری ماسبیرو

و دیگران

## پایگاه مجله
- https://poj.peeters-leuven.be/content.php?url=journal.php&code=JA